# Estadio de Sol de América
El estadio de Sol de América es un estadio de fútbol ubicado en la ruta nacional 11 Lote N.° 34, en la ciudad de Formosa propiedad del Club Sol de América, que participa en el federal A.

## Estructura
Cuenta con una platea techada sobre uno de los márgenes horizontales de la cancha y una tribuna popular detrás del arco que linda con la Ruta 11 para albergar de esta forma a más de 12 mil espectadores.
Para la comodidad de la prensa se han construido cabinas de transmisión y sectores para los mismos mientras que la gente podrá tener cerca del lugar donde esté ubicado los bufet.
El terreno de juego, fue especialmente sembrado, tratado y trabajado en los meses previos a la apertura, el campo de juego será junto al del estadio Don Antonio Romero uno de los mejores pisos para la práctica del fútbol mientras que en las zonas exteriores, como indica la actual norma de AFA, el estadio contará con accesos totalmente pavimentados para que en caso de días de lluvias los colectivos que transportan a los equipos no tengan inconvenientes en llegar hasta la cancha así como también las personas podrán hacer uso de estas calles que llevan al estacionamiento ubicado detrás de las plateas.

## Partidos destacados
- En 2015 se jugó el partido de apertura ante San Martín de Tucumán por el Torneo Federal A 2015, cuyo resultado fue 1 a 1.[5]